# Soporte catalítico

En el catalizador Phillips, utilizado para aproximadamente la mitad de la producción industrial de polietileno, el catalizador cromo usa como soporte el sílice.

En ingeniería química, un soporte catalítico es el material, normalmente sólido y de gran área superficial, en el que se coloca un catalizador. La actividad de catalizadores heterogéneos es promovida principalmente por átomos presentes en la superficie accesible del material. En consecuencia, se hace un gran esfuerzo para maximizar la superficie específica de un catalizador. Un método conocido para aumentar la superficie consiste en distribuir el catalizador sobre la superficie del soporte. El soporte puede ser inerte o participar en las reacciones catalíticas. Los soportes más comunes suelen ser varios tipos de carbono, alúmina y sílice.

## Aplicación de catalizadores a los soportes
Principalmente, se utilizan dos métodos para preparar soportes catalíticos. El método por impregnación consiste en aplicar sobre el soporte un precatalizador: el material resultante se activa en condiciones que transformen el precatalizador (a menudo una sal metálica) a un estado más activo, como el propio metal. En tales casos, el soporte catalítico suele estar en forma de gránulos. Alternativamente, los soportes se pueden preparar a partir de una solución homogénea mediante coprecipitación. Por ejemplo, una solución ácida de sales de aluminio y precatalizador se trata con base para precipitar el hidróxido mixto, que posteriormente se calcina.
Los soportes suelen ser térmicamente muy estables y resisten los procesos necesarios para activar los precatalizadores.Por ejemplo, muchos precatalizadores se activan por la exposición a una corriente de hidrógeno a altas temperaturas. Del mismo modo, los catalizadores se degradan después de un uso prolongado, y en tales casos a veces se reactivan mediante ciclos de oxidación-reducción, de nuevo a altas temperaturas. El catalizador Phillips, que consiste en óxido de cromo apoyado en sílice, es activado por una corriente de aire caliente.

### Derrame
Los soportes a menudo se consideran inertes: La catálisis se produce en "islas" catalíticas y el soporte existe para proporcionar una gran superficie. Varios experimentos indican que este modelo a menudo es más complejo: Se conoce, por ejemplo, que los adsorbatos como el hidrógeno y el oxígeno pueden interactuar e incluso migrar de una isla a otra a través del soporte sin volver a entrar en la fase gaseosa. Este proceso en el que los adsorbatos migran se llama derrame (spillover). Se considera, por ejemplo, que el hidrógeno se puede "derramar" sobre un soporte de óxido como grupos hidroxilados.

## Filtración de catalizadores
Debido a una insuficiente interacción entre el catalizador y el soporte, la filtración del catalizador puede ocurrir a lo largo del tiempo y después del uso prolongado de un soporte. La filtración es poco deseable tanto por motivos comerciales como medioambientales. Para los catalizadores electrófilos, este problema puede abordarse eligiendo un soporte básico. Esta estrategia podría afectar negativamente a la actividad del catalizador, por lo que se requiere un equilibrio entre la eficiencia y el rendimiento.

### Fuerte interacción metal-soporte
Una fuerte interacción metal-soporte es otro caso que destaca la simplificación excesiva de que los catalizadores heterogéneos simplemente se apoyan en una sustancia inerte. Las pruebas originales se proporcionaron mediante la conclusión de que las partículas de platino se unen al H2 con la estequiometría PtH2 para cada átomo de superficie, independientemente de si el platino está soportado o no. Sin embargo, cuando se usa como soporte el dióxido de titanio, el platino ya no se une al H2 con la misma estequiometría. Esta diferencia se atribuye a la influencia electrónica del  titanio en el platino, también llamado fuerte interacción metal-soporte.

### Catálisis molecular heterogeneizada
Los catalizadores moleculares, que consisten en complejos de metales de transición, se inmovilizan en soportes catalíticos. El material resultante combina las características de los catalizadores homogéneos (estructuras complejas metálicas bien definidas) con las ventajas de los catalizadores heterogéneos: la capacidad de recuperación y la facilidad de manipulación. Se han desarrollado muchas modalidades para conectar catalizadores complejos metálicos a un soporte. Sin embargo, la técnica no ha demostrado ser comercialmente viable, generalmente porque los complejos metálicos de transición heterogeneizados son filtrados o desactivados por el soporte.

## Soportes para electrocatálisis
Los soportes se utilizan para dar estabilidad mecánica a las nanopartículas o polvos catalizadores. Los soportes inmovilizan las partículas reduciendo su movilidad y favoreciendo su estabilización química. También permiten que las partículas puedan ser recicladas de forma sencilla.
Uno de los soportes más prometedores es el grafeno por su porosidad, sus propiedades electrónicas y su estabilidad térmica y superficie activa.

## Ejemplos

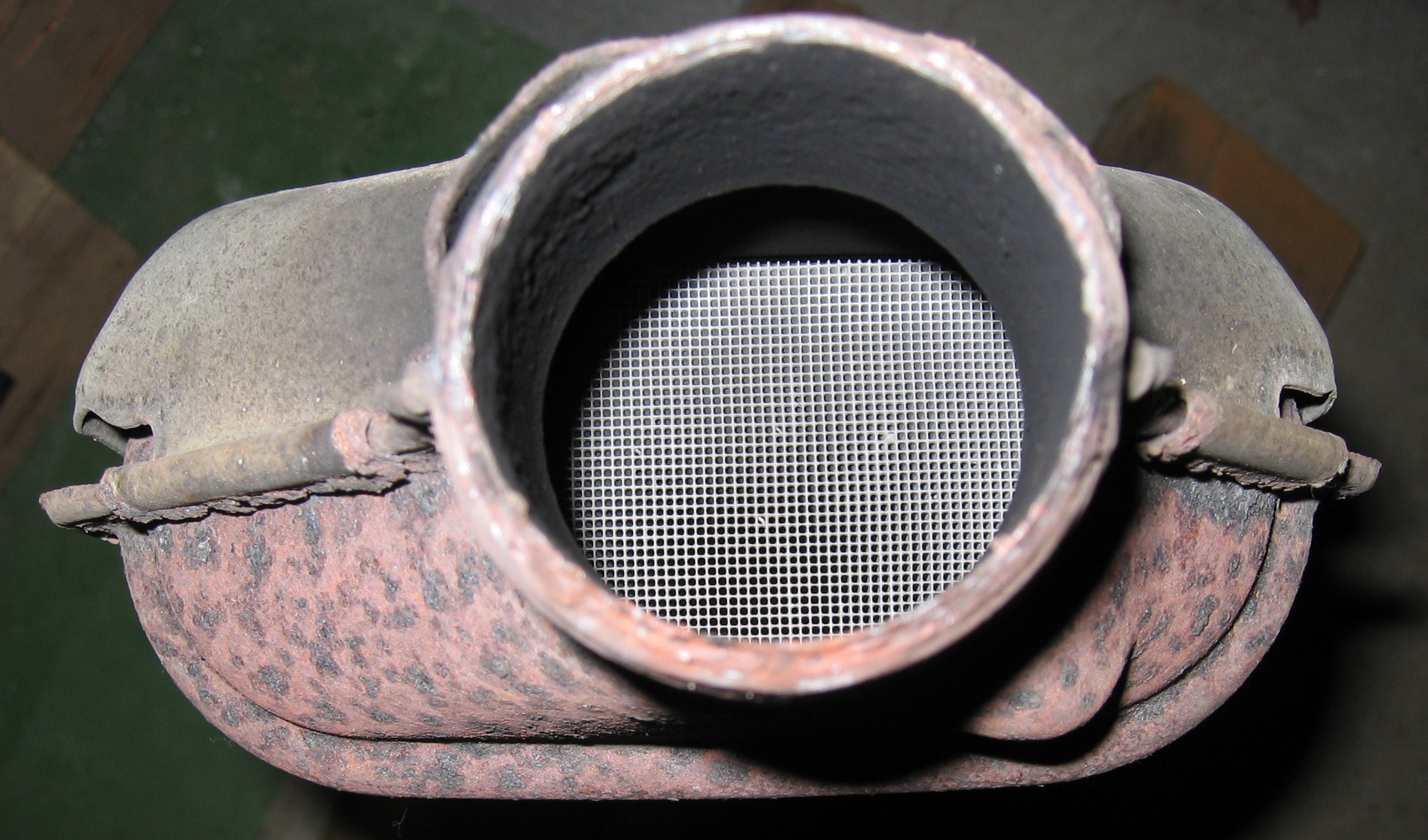
Convertidor catalítico de núcleo cerámico como el que se encuentra en muchos automóviles.

A continuación se listan la mayoría de soportes para los catalizadores heterogéneos más comunes.
| Proceso                                         | Reactivos, productos                           | Catalizador                 | Soporte |
| ----------------------------------------------- | ---------------------------------------------- | --------------------------- | ------- |
| Síntesis de amoníaco (Proceso de Haber)         | N2 + H2, NH3                                   | Óxidos de hierro            | alúmina |
| Producción de hidrógeno por reformado con vapor | CH4 + H2O, H2 + CO                             | Níquel                      | K2O     |
| Síntesis de óxido de etileno                    | C2H4 + O2, C2H4O                               | plata con muchos promotores | alúmina |
| polimerización Ziegler-Natta de etileno         | Propileno, polipropileno; Etileno, polietileno | TiCl3                       | MgCl2   |
| Desulfuración del petróleo (Hidrodesulfuración) | H2 + Compuestos organosulfúricos, RH + H2S     | Mo-Co                       | alúmina |